# Ice on the Dune
Ice on the Dune é o segundo álbum de estúdio da dupla australiana de música eletrônica Empire of the Sun. Foi lançado em 14 de junho de 2013 pela Capitol Records.
Um trailer do álbum foi lançado em 11 de março de 2013; foi produzido por Kelvin Optical, uma divisão da Bad Robot, e foi dirigido por JD Dillard. Juntamente, a banda lançou uma história de ficção relacionada ao álbum, que descreve um mundo por um olhar de um "Imperador" e um "Profeta".
O primeiro single "Alive" foi lançado em 15 de abril de 2013, e o álbum se tornou disponível para pré-venda no iTunes no mesmo dia. O videoclipe da música foi filmado no Parque Nacional de Bryce Canyon em Utah, foi dirigido por Charles Scott e Alex Theurer e também produzido por Kelvin Optical.
Para promover o álbum, a dupla tem desempenhado uma série de datas em festivais norte-americanos, sem Littlemore, Steele voltou para a Austrália no dia 30 de maio para se apresentar na Ópera de Sydney no Vivid Sydney. A dupla performou no Jimmy Kimmel Live! em 18 de junho, marcando a sua primeira aparição na televisão nos Estados Unidos. A dupla está se planejando para se apresentarem no festival Splendour in the Grass em julho.

## Recepção da crítica
| Críticas profissionais | Críticas profissionais |
| Pontuações agregadas   | Pontuações agregadas   |
| Fonte                  | Avaliação              |
| ---------------------- | ---------------------- |
| Metacritic             | 68/100                 |
| Avaliações da crítica  |                        |
| Fonte                  | Avaliação              |
| Allmusic               | [ 10 ]                 |
| Consequence of Sound   | [ 11 ]                 |
| Drowned in Sound       | 6/10                   |
| The Independent        | [ 13 ]                 |
| NME                    | 4/10                   |
| Slant Magazine         | }                      |

Ice on the Dune recebeu geralmente críticas positivas dos críticos de música. No Metacritic, que atribui uma classificação de 100 comentários de críticos profissionais, o álbum recebeu uma média de pontuação de 68 com base em 17 avaliações, o que indica "revisões geralmente favoráveis".
Tim Sendra do Allmusic disse que o álbum "acaba por ser tudo o que um bom disco pop moderno deve ser, ou então um pouco. As músicas têm refrões super-afiadas, arranjos incessantemente deleitoso construídas em acústico, elétrico e em instrumentos programados, e gelada, mas com batidas imediatas", julgando o que a dupla tem "habilidade na elaboração do pop perfeito, [...] profundidade nas suas canções" e concluindo, "pop moderno não existe nada melhor do que isso".
Escrevendo para NME e dando ao álbum álbum uma classificação de 4 de 10, Mark Beaumont, comentou que após a faixa de abertura, Ice on the Dune consiste em "11 rajadas repetitivas de whoomp-laden com paradas pop que acamparam firmemente entre Calvin Harris e 'Heatwave' do [canção do rapper] Wiley, cada faixa aclamando para ser usada em um anúncio da Coca". No entanto, ao mesmo tempo ele assinalou que o álbum é "salvado graças a Steele, com tênue falsete, adicionando ocasionalmente credibilidade para que, do contrário, não seja um disco cravado de Bacardi Breezer", ele dispensou as contribuições de Steele e disse: "Na tentativa de se reinventar como um Bowie-esco futuro-glamuroso Pop Star, ele foi sugado para dentro da suavidade sub-Gaga da música mainstream, e sua estética é como uma traje cômica paródia de desconhecimento que leva-se muito mais a sério do que ele mesmo parece para perceber."
Neil Ashman do Drowned in Sound avaliou o álbum como 6/10, e comentou que o "duo [são] aparentemente muito conteúdo para manter o seu modelo, deixando o Ice on the Dune como um disco de uma nota de humor, textura e estrutura que realmente começa a assemelhar-se [em] Personality... (segundo álbum de estúdio da banda The Sleepy Jackson) na medida em que a próxima música soa muito parecido com o primeira". Ashman opinou "A maior decepção, porém, é a falta de quaisquer faixas de destaque como os singles anteriores, 'Walking on a Dream' e We Are the People'" e "Talvez com um pouco mais de nuance pode explorar todo o potencial de sua parceria a ser uma das duplas de electro-pop mais intrigantes ao redor - mas em Ice on the Dune esse potencial ainda não foi concretizado."
Em uma revisão de 4/5 estrelas, a The Independent chama o disco de "maravilhoso", e um "conjunto contínuo de elegíaco synthpop, com melodias salpicadas de com pó de fada, um final perpetuamente baixo no fim, com as mudanças de acordes que chegam em seu coração, e fantasiando um falsete vocal".

## Faixas
| N.º | Título            | Compositor(es)                                                  | Duração |  |
| 1.  | "Lux"             | Luke Steele, Nick Littlemore, Henry Hey                         | 1:25    |  |
| 2.  | "DNA"             | Steele, Littlemore, John Hill, Peter Mayes, Jonathan Sloan      | 3:54    |  |
| 3.  | "Alive"           | Steele, Littlemore, Mayes, Sloan, Steven Bach                   | 3:24    |  |
| 4.  | "Concert Pitch"   | Steele, Littlemore, Mayes, Sloan                                | 3:40    |  |
| 5.  | "Ice on the Dune" | Steele, Littlemore, Mayes, Sloan                                | 3:25    |  |
| 6.  | "Awakening"       | Steele, Littlemore, Mayes, Sloan                                | 3:45    |  |
| 7.  | "I'll Be Around"  | Steele, Littlemore, Mayes, Sloan                                | 4:30    |  |
| 8.  | "Old Flavours"    | Steele, Littlemore, Mayes, Sloan                                | 3:54    |  |
| 9.  | "Celebrate"       | Steele, Littlemore, Mayes, Sloan, Daniel Johns, Scott Horscroft | 3:19    |  |
| 10. | "Surround Sound"  | Steele, Littlemore, Mayes, Sloan                                | 3:17    |  |
| 11. | "Disarm"          | Steele, Littlemore, Sloan                                       | 3:51    |  |
| 12. | "Keep a Watch"    | Steele, Littlemore, Mayes, Bach                                 | 4:28    |  |

| Amazon da Alemanha com faixas bônus exclusivas |                             |         |  |
| N.º                                            | Título                      | Duração |  |
| 13.                                            | "Alive" (Gold Fields Remix) | 5:14    |  |

## Posições
| Parada (2013)                            | Melhor posição |
| ---------------------------------------- | -------------- |
| Austrália (Australian Albums Chart)      | 3              |
| Bélgica (Belgian Albums Chart Flanders)  | 40             |
| Bélgica (Belgian Albums Chart Valónia)   | 44             |
| Países Baixos (Dutch Albums Chart)       | 53             |
| Alemanha (German Albums Chart)           | 34             |
| Irlanda (Irish Albums Chart)             | 26             |
| Nova Zelândia (New Zealand Albums Chart) | 16             |
| Escócia (Scottish Albums Chart)          | 31             |
| Suíça (Swiss Albums Chart)               | 7              |
| Reino Unido (UK Albums Chart)            | 24             |
| Estados Unidos (Billboard 200)           | 20             |
| Estados Unidos (Dance/Electronic Albums) | 2              |

## Histórico de lançamento
| País           | Data                | Gravadora       |
| -------------- | ------------------- | --------------- |
| Austrália      | 14 de junho de 2013 | Capitol Records |
| Estados Unidos | 18 de junho de 2013 | Astralwerks     |
| Alemanha       | 21 de junho de 2013 | Universal Music |
| Holanda        | 21 de junho de 2013 | EMI             |
| Irlanda        | 21 de junho de 2013 | Virgin Records  |
| Reino Unido    | 24 de junho de 2013 | Virgin Records  |
| França         | 24 de junho de 2013 | EMI             |
| Itália         | 25 de junho de 2013 | EMI             |
| Polônia        | 25 de junho de 2013 | Universal Music |
| Suécia         | 26 de junho de 2013 | Universal Music |